# Etana

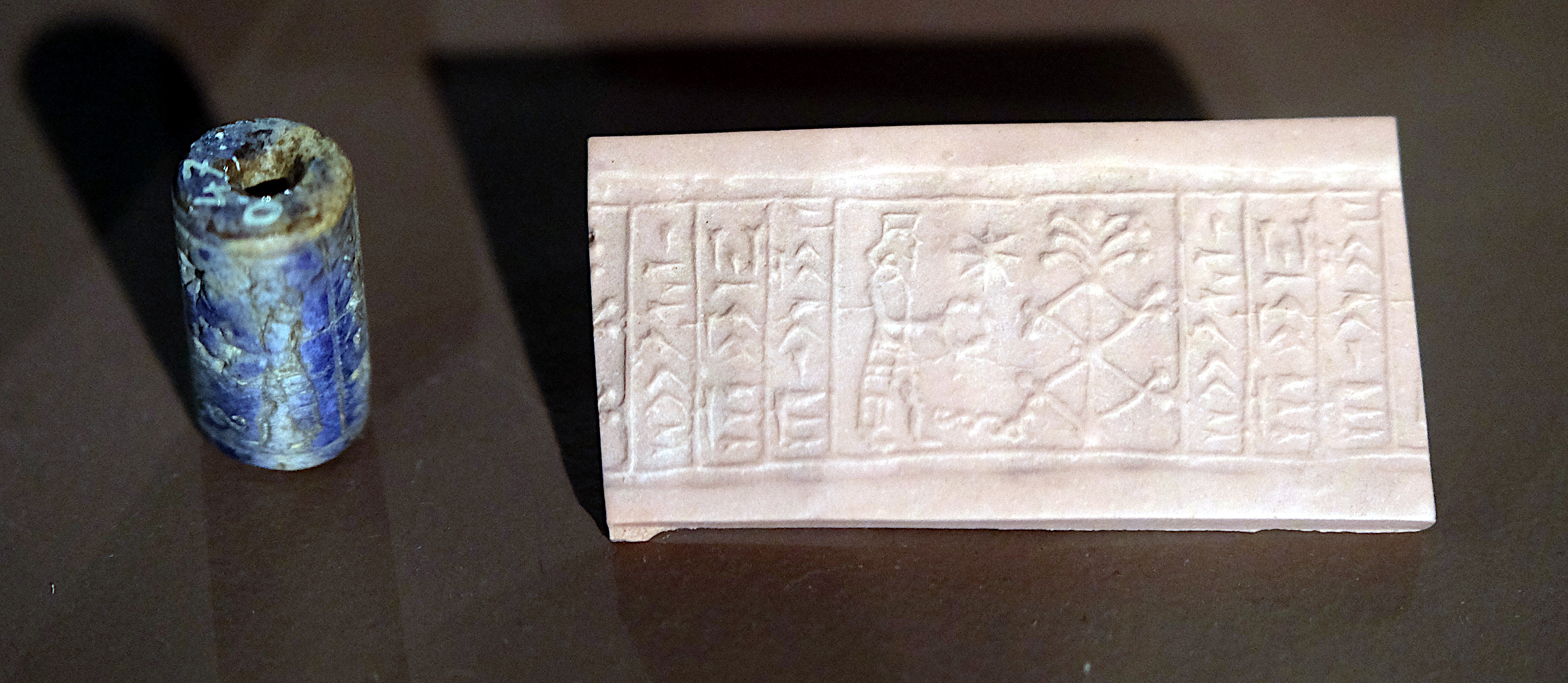
Sceau-cylindre avec la représentation du mythe d'Etana - Dynastie archaïque (2800 av. J.-C. - 2450 av. J.-C)

Etana est un personnage légendaire de l'histoire de la Mésopotamie, qui était peut-être à l'origine un personnage ayant réellement existé et a finalement été mythifié, comme les rois d'Uruk Enmerkar, Lugalbanda ou Gilgamesh.
Etana est le roi de la ville de Kish. Il apparaît à ce titre dans la Liste royale sumérienne, où il est présenté comme le « pasteur, qui est monté au Ciel et a mis de l'ordre dans tous les pays ». Ce même texte lui attribue un règne d'une durée de 1 500 ans.
Il est le personnage principal d'un récit nommé mythe d'Etana, dans lequel il tente d'atteindre le Ciel (ce qui renvoie à l'allusion de la Liste royale sumérienne), dans le but d'obtenir une plante qui lui permettra d'avoir un fils qui lui succédera sur le trône de Kish. La fin de ce texte étant manquante, on ne sait pas s'il réussit dans son entreprise, même si cela est vraisemblable, la liste royale lui attribuant un fils du nom de Balih (en) pour successeur.